# Stanbridge Station
Stanbridge Station är en kommun i provinsen Québec i Kanada. Den ligger i regionen Estrie, i den sydöstra delen av landet, 210 km öster om huvudstaden Ottawa.